# كريستين براند
كريستين براند هي صحفية سويسرية، ولدت في 11 أبريل 1973 في برجدورف في سويسرا.